# Pedro José Odolant Desnos
Pedro José Odolant Desnos (21 de noviembre de 1722-11 de octubre de 1801) fue un médico, historiador y compilador nacido en Alençon.

## Biografía
Pedro José ejerció la carrera de medicina durante algún tiempo y luego se dedicó al estudio de la Historia y particularmente la de su ciudad natal, en la cual murió a comienzos del siglo XIX, y como escritor, aparte de sus obras, dejó muchos artículos curiosos insertos en el Diccionario del Maine, en el de Hombres ilustres y dejó un centenar de tomos en 4.º de manuscritos sobre Investigaciones y documentos históricos.
Uno de los hijos de Pedro José, Latuino Luis Gaspar, fue miembro del Consejo de los Quinientos (legislativo), bajo el gobierno del Directorio.

## Obra
- Diccionario geográfico de las Galias y de la Francia
- Disertación sobre los herederos de Roberto IV conde de Alenzon
- Disertación sobre Serton,..., Roma, 1785, en 8.º
- Memorias históricas sobre la ciudad de Alenzon, Alenzon, 1787, 2 tomos en 8.º
- Otras